# Nick Schneiders
Nick Schneiders (Brackwede, 20 luglio 1984) è un ex cestista tedesco.